# Blå Jungfrun
Blå Jungfrun este o arie protejată (arie specială de conservare — SAC, sit de importanță comunitară — SCI) din Suedia întinsă pe o suprafață de 189,6 ha, integral pe uscat.

## Localizare
Centrul sitului Blå Jungfrun este situat la coordonatele 57°15′07″N 16°47′37″E / 57.252°N 16.7935°E.

## Înființare
Situl Blå Jungfrun a fost declarat sit de importanță comunitară în iulie 2000 pentru a proteja un număr necunoscut de specii din flora spontană și fauna sălbatică aflate în arealul zonei. Situl a fost protejat și ca arie specială de conservare în martie 2011.

## Biodiversitate
Situată în ecoregiunile boreală și marină baltică, aria protejată conține 6 habitate naturale: Pante stâncoase silicioase cu vegetație casmofită, Păduri caducifoliate bătrâne naturale hemiboreale fino-scandinave (Quercus, Tilia, Acer, Fraxinus sau Ulmus) bogate în specii epifite, Faleze cu vegetație de pe coastele atlantice și baltice, Roci stâncoase cu vegetație pionieră de Sedo-Scleranthion sau Sedo albi-Veronicion dillenii, Recifuri, Taiga vestică.
La baza desemnării sitului se află un număr nedeclarat de specii protejate.